# بات بيكفورد
بات بيكفورد (بالإنجليزية: Pat Beckford)‏ هي منافسة ألعاب القوى بريطانية، ولدت في 6 أغسطس 1965 في ولفرهامبتن في المملكة المتحدة.

## وصلات خارجية
- بات بيكفورد على موقع اللجنة الأولمبية الدولية (الإنجليزية)
- بات بيكفورد على موقع أوليمبيديا (الإنجليزية)
- بات بيكفورد على موقع اللجنة الأولمبية البريطانية (الإنجليزية)